# M 58 (галактика)
M 58 (Messier 58, Мессье 58, другие обозначения — NGC 4579, IRAS12351+1205, UGC 7796, ZWG 70.197, MCG 2-32-160, VCC 1727, PGC 42168) — спиральная галактика в созвездии Дева.
Этот объект входит в число перечисленных в оригинальной редакции «Нового общего каталога».
В галактике вспыхнула сверхновая SN 1988A типа II, её пиковая видимая звездная величина составила 13,5.

## Наблюдения

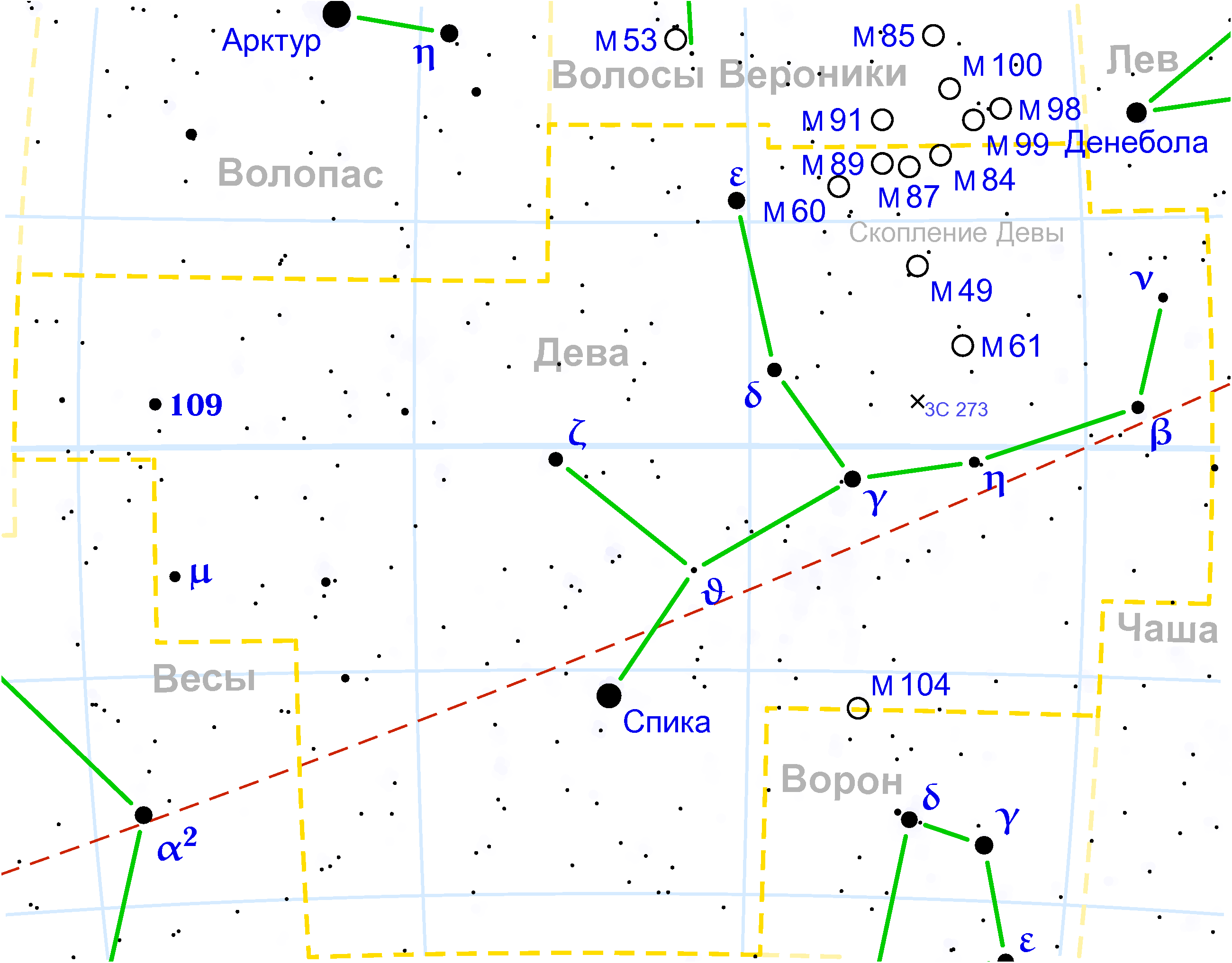
M 58 в Созвездии Девы

Эта перечёркнутая спиральная галактика — член знаменитого скопления галактик в Деве. Она видна в небольшой любительский телескоп как диффузный овал с сильно размытыми сходящими на нет краями. Весенней ночью её нетрудно найти примерно в двух градусах на северо-запад от ρ Девы — между парой M 60/M 59 и центром скопления M 87.
В любительский телескоп средней апертуры 150—200 мм можно заметить намек на ядро. А «боковым зрением» отмечается протяженное овальное гало. В 8 угловых минутах к западу от центра галактики расположена звезда 8m.

### Соседи по небу из каталога Мессье
- M 59 и M 60 — (в полутора градусах на восток) пара эллиптических галактик;
- M 89 и M 90 — (примерно в градусе на север) не очень яркие эллиптическая и спиральная галактики;
- M 87 — (на северо-запад в центре скопления галактик) Дева А, гигантская эллиптическая галактика;
- M 49 — (к югу) ещё одна гигантская эллиптическая галактика, самая яркая в скоплении.

### Последовательность наблюдения в «Марафоне Мессье»
…M 60 → M 59 → M 58 → M 89 → M 90…